# Res extensa
Em Descartes, res cogitans ('coisa pensante') é o sujeito pensante, que encontra obstáculo numa res extensa ('coisa extensa'), que é o corpo, a realidade deste mesmo ou a matéria.  A característica essencial ou atributo dos corpos é a extensão, quer dizer,  o estar no espaço, com suas modificações ou modos - a quantidade, a forma e o  movimento. Como consequência disso,  os corpos se submetem à quantidade e podem ser explicados em termos mecanicistas. Já os seres humanos não são pura extensão, puro corpo, pois possuem mentes, enquanto os animais são, para Descartes, pura extensão, puro corpo,  como máquinas, e podem, segundo o filósofo, ser explicados em termos mecanicistas.
Bunge  opõe-se  à  caracterização cartesiana de "coisa concreta" como res extensa (considerando que  tal caracterização limita a res extensa às coisas sólidas, e as coisas sólidas são apenas uma parte ínfima do nosso universo) e, alinhando-se a Platão,  propõe que  a mutabilidade seja a propriedade compartilhada por todas as coisas concretas. Além disso - e tecnicamente -, a mutabilidade é a propriedade universal conferida pela energia. Assim, deduz o filósofo argentino, uma coisa é  tudo o que possui energia (sob todas as suas formas : mecânica, gravitacional, nuclear etc.) e que é, por isso, mutável.  
Na perspectiva de Descartes, a realidade comporta dois aspectos: o extensivo e o qualitativo. Um objeto é um corpo que se caracteriza pela extensão, pelo movimento e também por um complexo de qualidades sensíveis. Mas só a extensão e o movimento têm realidade objetiva, ou seja, existem independentemente do sujeito. As qualidades sensíveis (som, cor, odor, sabor, etc) são subjetivas, isto é, só existem na nossa consciência. 
Estamos perante uma gnosiologia que compatibiliza um realismo crítico com um idealismo moderado. Na verdade, ao afirmar a prioridade do pensamento e do sujeito na ordem do conhecer, Descartes não reduz o ser ao pensar, não nega a realidade do mundo exterior, nem a sua total independência em relação ao sujeito. Não adota, por isso, uma posição do idealismo metafísico. Pelo contrário, ao admitir a existência de qualidades objetivas, assume uma posição de realismo crítico, uma vez que admite que a extensão é, em si mesma, algo de diferente do pensamento.
Nesta ordem de ideias, Descartes admite a existência de três substâncias:
1. Res cogitans  (espírito): substância pensante, imperfeita, finita e dependente.
2. Res divina (Deus): substância eterna, perfeita, infinita, que pensa e é independente.
3. Res extensa (matéria): substância que não pensa, extensa, imperfeita, finita e dependente.

A questão que se apresenta é a de saber por que razão Descartes adota esta ordem que dá a primazia à res cogitans e não à res divina. Por que razão  Descartes - ao contrário de toda a tradição escolástica - não coloca Deus em primeiro lugar? É justamente a audácia desta ruptura que faz de Descartes o primeiro filósofo moderno. A  verdade inquestionável, indubitável, não é a da existência de Deus, como foi repetidamente mantido ao longo de todo o pensamento medieval, mas a da existência do cogito. Assim, é a partir da res cogitans que Descartes se propõe a demonstrar a existência de Deus. 